# Манури сир
Манури је традиционални грчки сир чије порекло датира још из античких времена. Спада у категорију меких сирева  и производи се углавном у Централној и Западној Македонији, Тесалији и Криту.

## Ознака
Речено је да његово име потиче од речи „манос“ што значи „танак“  .

## Опште карактеристике
Млечни је производ, углавном за трпезу, док се сматра идеалним у припреми предјела. Истиче се слатким и благим укусом и аромом, јер га је Национална комисија за млеко Грчке окарактерисала као „најбољи традиционални грчки сир од млека“  .

## Нутритивна вредност
Манури, иако се сматра идеалним за припрему предјела, такође се широко користи у низу топлих или хладних, слатких или сланих, углавном десертних јела. Калоријска вредност коју теоретски даје, 460 калорија на 100 грама, је елемент који га сврстава у најкалоричнији обични сир и истовремено као најнепогоднији за исхрану. Његов садржај калцијума, 109 микрограма на 100 грама уноса, сматра се релативно ниским.

## Специјалне карактеристике
На тржишту млечних производа појављује се у различитим димензијама и тежинама, представљајући цилиндричну запремину без спољашњег омотача, чврсту масу без ферментационих рупа и беле боје. Његова структура је окарактерисана као компактна, конзистенција је мекана и текстура кремаста, онкохемијске карактеристике које објашњавају лакоћу његовог фрагментарног сечења.
Његов просечан хемијски састав је дефинисан на следећи начин:
- влажност: 51,9% (са максимално 60%)
- садржај масти: 36,7% (са минимумом од 70% на суву материју)
- протеини: 10,9%
- соли: 0,80%
- pH: 5,9. [1] [3]

## Материјали за припрему
Његови најбољи квалитети претпостављају специјално намењено за ову употребу сирно млеко од тврдих сирева, обрано млеко и кајмак  за процес припреме, који варира од места до места и представља се у следећим облицима:
- База од козјег млека са додатком свежег пуномасног козјег млека.
- База од овчијег сира са додатком свежег пуномасног козјег млека.
- База од свежег козјег млека. [1]

## Сертификација
Од 1996. године, његова производна техника је сертификована и манури је регистрован као производ са сертификованим ознакама порекла (ПДО) са објављеним спецификацијама 313028 / 11-01-1994.  